# Elaine Hendrix

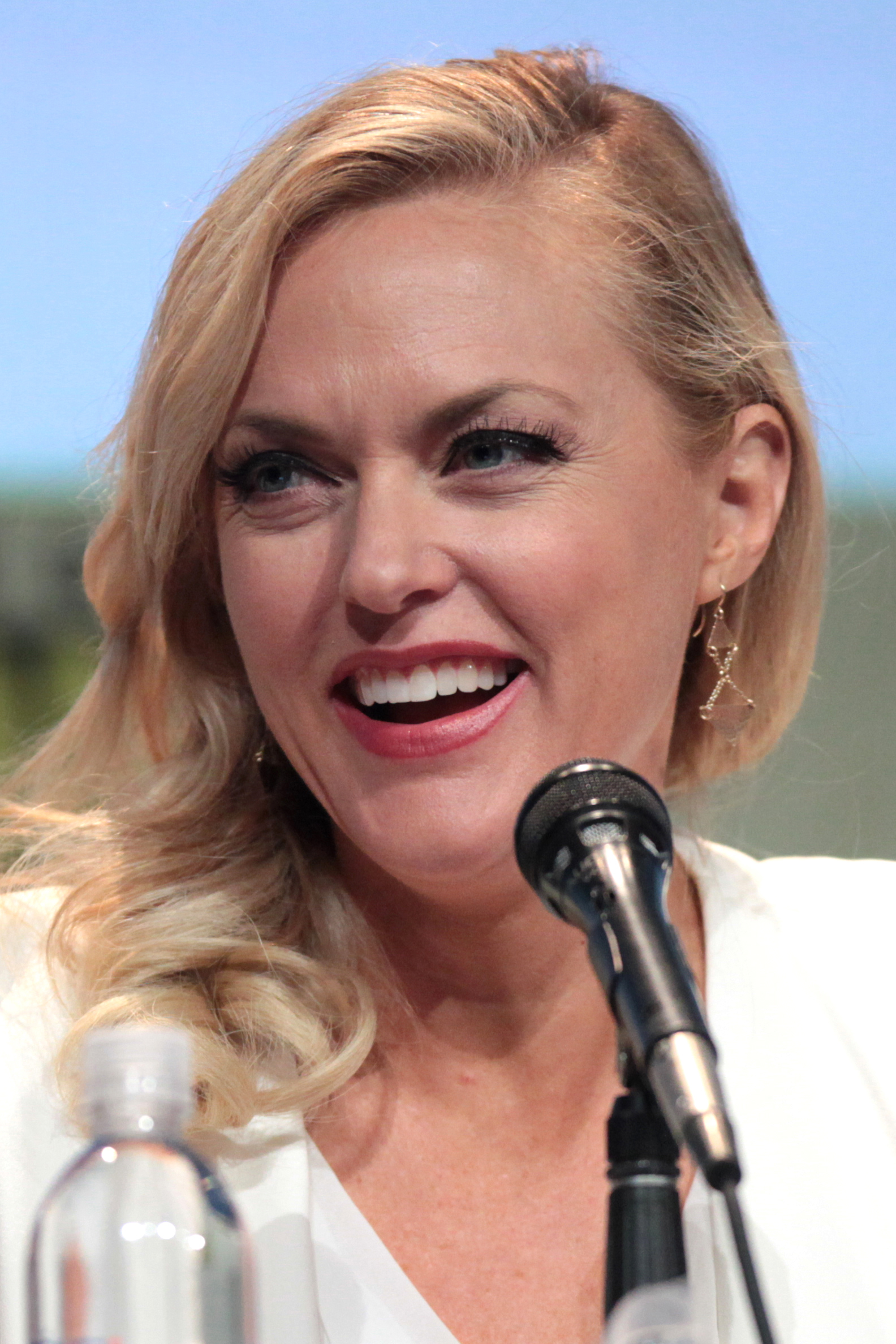
Elaine Hendrix auf der Comic Con (2015)

Elaine Hendrix (* 28. Dezember 1970 in Oak Ridge, Tennessee) ist eine US-amerikanische Schauspielerin.

## Leben und Leistungen
Aufgewachsen in Tennessee zog Hendrix nach der Scheidung ihrer Eltern mit 15 Jahren nach Atlanta, Georgia, und besuchte dort die Northside School Of Performing Arts. Sie begann ihre Karriere als Model und Tänzerin, musste das Tanzen jedoch aufgeben, nachdem sie beim Fahrradfahren von einem Auto angefahren worden war.
1992 zog sie nach Los Angeles, um dort größtenteils in Werbespots und Gastrollen in Fernsehserien aufzutreten. Hierzu zählten Serien wie Fallen Angels, Eine schrecklich nette Familie, Zeit der Sehnsucht und Ellen.
Einen ersten Durchbruch erzielte sie als Agent 66 in der FOX-Serie Get Smart. Daran anschließend war sie auch in zahlreichen Filmen zu sehen, unter anderem in Munsters fröhliche Weihnachten als Marilyn Munster und in Romy und Michele als Lisa Luder. Einem breiteren Publikum wurde sie als bösartige Meredith Blake in Nancy Meyers’ Ein Zwilling kommt selten allein bekannt, einem Remake von Erich Kästners Das doppelte Lottchen. Hier spielte sie an der Seite der elfjährigen Lindsay Lohan und Dennis Quaid.
Seitdem wirkte sie in mehreren weiteren Filmen mit, darunter auch Superstar – Trau’ dich zu träumen und Inspektor Gadget 2, wo sie als G2 eine der Hauptrollen übernahm. Auch in Serien ist sie noch oft zu sehen, sie hatte Gastauftritte in Serien wie CSI: Den Tätern auf der Spur, CSI: Miami, Crossing Jordan – Pathologin mit Profil, Special Unit 2 – Die Monsterjäger, Ghost Whisperer – Stimmen aus dem Jenseits, Emergency Room – Die Notaufnahme sowie Friends und war als Mrs. Lischak in der CBS-Serie Die himmlische Joan zu sehen. Zudem machte sie durch den Film What The Bleep Do We Know – Was wissen wir? auf sich aufmerksam.
Hendrix ist Mitglied der Organisationen Women In Film, Women In Theatre und Women Of Los Angeles.

### Privates
Sie war mit den Schauspielern David Faustino und Mark Sheppard liiert.

## Filmografie (Auswahl)
- 1992: Last Dance – Tödliche Leidenschaft (Last Dance)
- 1993: Doogie Howser, M.D. (Fernsehserie, Folge 4x10)
- 1993: Fallen Angels (Fernsehserie, Folge 1x06)
- 1993: Laurel Canyon (Fernsehfilm)
- 1995: Mini-Max (Get Smart, Fernsehserie, sieben Folgen)
- 1995: Lover’s Knot – Eine Liebe mit Hindernissen (Lover’s Knot)
- 1996: Munsters fröhliche Weihnachten (The Munsters’ Scary Little Christmas, Fernsehfilm)
- 1997: Eine schrecklich nette Familie
- 1997: Romy und Michele (Romy and Michele’s High School Reunion)
- 1998: Ein Zwilling kommt selten allein (The Parent Trap)
- 1999: Molly
- 1999: Superstar – Trau’ Dich zu träumen (Superstar)
- 2000: Here On Earth
- 2000: Get Your Stuff
- 2001: Unbakeable
- 2002: Money for Mercy (Bad Boy)
- 2002: Wish You Were Dead
- 2002: The Big Time (Fernsehfilm)
- 2002: Weihnachtsmann wider Willen (Mr. St. Nick, Fernsehfilm)
- 2002: Friends (Fernsehserie, Folge 9x03)
- 2003: The Hebrew Hammer
- 2003: Our Very First Sex Tape
- 2003: Inspektor Gadget 2 (Inspector Gadget 2)
- 2004: What The Bleep Do We Know – Was wissen wir? (What the Bleep Do We Know!?)
- 2004: Stag Party
- 2004: CSI: Den Tätern auf der Spur (CSI: Crime Scene Investigation, Fernsehserie, Episode 3x21)
- 2005: Coffee Date
- 2005: Ghost Whisperer – Stimmen aus dem Jenseits (Ghost Whisperer, Fernsehserie, Folge 1x12)
- 2005: Down the P.C.H.
- 2005: Bam Bam and Celeste
- 2006: The Dukes
- 2006: Charmed – Zauberhafte Hexen (Charmed, Fernsehserie, Gastauftritt als Clea, Meisterin der Spiele)
- 2007: Player 5150
- 2007: Within
- 2007: The Dukes
- 2008: Tru Loved
- 2008: Criminal Minds (Fernsehserie, Folge 4x11)
- 2008: Friends & Lovers: The Ski Trip 2
- 2009: Rock Slyde
- 2009: Within
- 2009: Dear Lemon Lima
- 2009: Das Haus der Verfluchten (The Beacon)
- 2009: Castle (Fernsehserie, Folge 2x05)
- 2010: The Mentalist (Fernsehserie, Folge 2x15)
- 2010: Grey’s Anatomy (Fernsehserie, Folge 6x15)
- 2010: 90210 (Fernsehserie, Folge 5x13)
- 2010: Navy CIS: L.A. (Fernsehserie, Folge 2x05)
- 2010: Rules of Engagement (Fernsehserie, Folge 5x11)
- 2011: Krieger des Lichts (Fading of the Cries)
- 2013: See Dad Run (Fernsehserie, Folge 1x14)
- 2014: Deep in the Heart
- 2014: Anger Management (Fernsehserie, drei Folgen)
- 2015–2016: Sex&Drugs&Rock&Roll (Fernsehserie, 20 Folgen)
- 2019: Die Abenteuer von Dally & Spanky (Adventures of Dally & Spanky)
- 2019–2022: Der Denver-Clan (Dynasty, Fernsehserie, 52 Folgen)
- 2025: Slanted
- 2025: Freakier Friday